# Léon Bretillot
Antoine-Léon Bretillot (Besançon, 25 décembre 1809 - idem, 22 novembre 1881) est un homme politique français, qui est maire de Besançon de 1843 à 1848.

## Biographie
Léon Bretillot est le fils d'un banquier de Besançon, auquel il s'associe en 1830 jusqu'à sa mort en 1839. L'affaire familiale, située rue des Granges en 1820, s'installe à l'hôtel Isabey en 1845. Bretillot est membre de l'Académie de la ville en 1832, l'un des souscripteurs de Victor Considerant en 1834, et devient chevalier de la Légion d’Honneur en 1843. Politiquement, il siège au conseil général du Doubs de 1839 à 1871, et devient maire de Besançon le 15 août 1843,. Il succède ainsi à son beau-père Jean-Agathe Micaud, qui fut premier édile de 1834 à 1843. Son mandat est notamment marqué par la mise en place de l'éclairage au gaz, ainsi que l'approvisionnement de la ville en eau par la source d'Arcier. Orléaniste, il est destitué de ses fonctions le 10 mars 1848 à la suite de la révolution de 1848. Il préside le tribunal de commerce local de 1849 à 1858, et assura une partie des fonds pour l'organisation de l’Exposition universelle de 1860. Il fait construire un château à Avanne-Aveney à partir de 1850, et rejoint le cimetière des Chaprais à son décès en 1881.